# Jeroen Trommel
Jeroen Paul Trommel (ur. 1 sierpnia 1980 roku w Apeldoorn) – holenderski siatkarz, grający na pozycji [przyjmującego, od 2001 roku reprezentant Holandii.

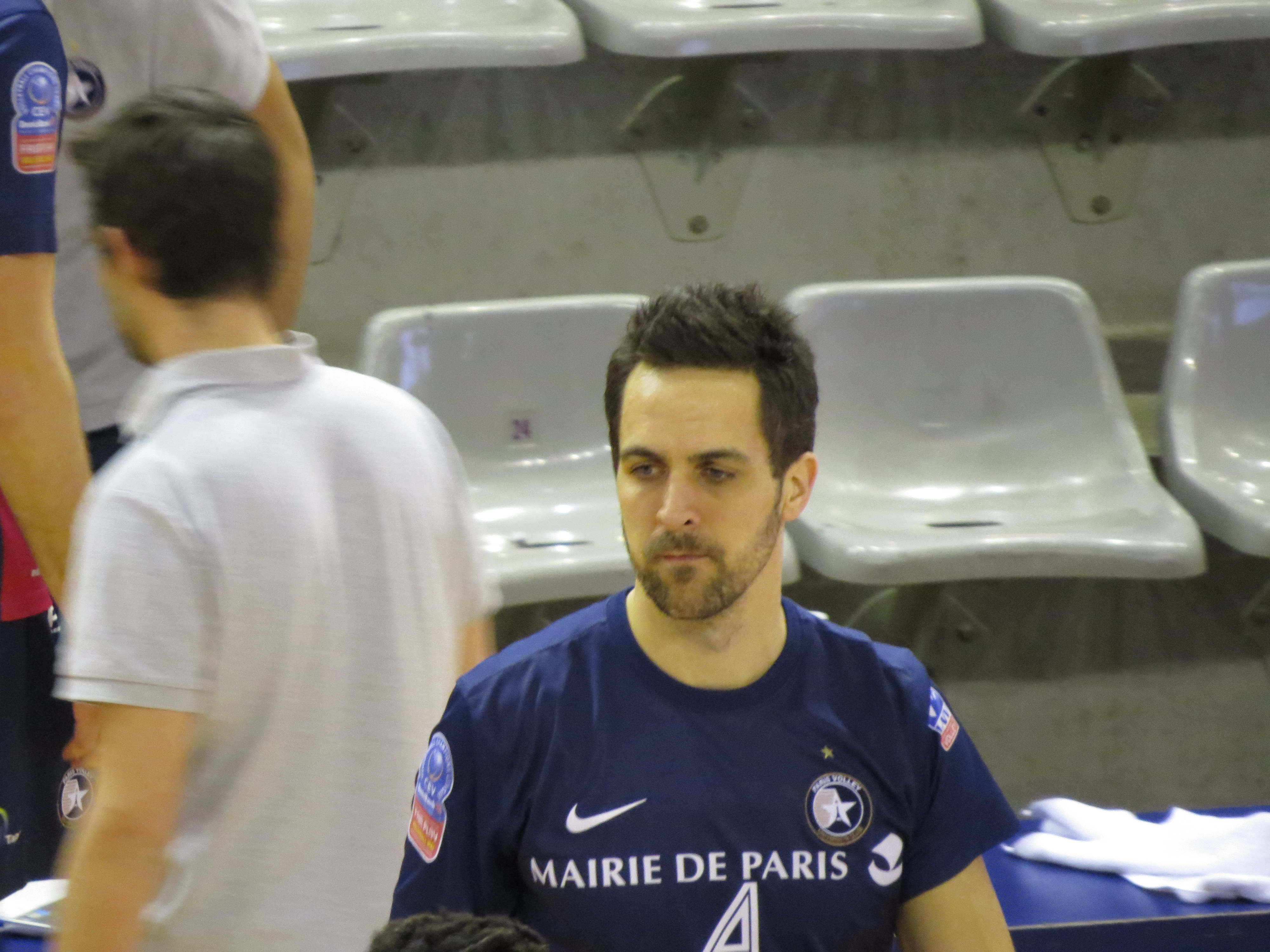
Jeroen Trommel zawodnikiem Paris Volley

## Sukcesy klubowe
Superpuchar Holandii:
- 2002, 2003, 2004

Puchar Holandii:
- 2003, 2004

Puchar Francji:
- 2007

Liga turecka:
- 2009
- 2010

Superpuchar Turcji:
- 2009

Liga niemiecka:
- 2011

Superpuchar Francji:
- 2013

Puchar CEV:
- 2014

Liga francuska:
- 2014